# Слудная
Слудная — упразднённая деревня в Верховажском районе Вологодской области. Входила в состав Верховского сельского поселения (до 2015 года входила в Олюшинское сельское поселение), с точки зрения административно-территориального деления — в Олюшинский сельсовет. В 2024 году включена в состав деревни Средняя и исключена из учётных данных.

## География
Расстояние по автодороге до районного центра Верховажья — 41,5 км, до деревни Средней — 0,5 км. Ближайшие населённые пункты — Ботыжная, Средняя, Лабазное.

## Население
| 2010 |
| ---- |
| 80   |

По переписи 2002 года население — 119 человек (47 мужчин, 72 женщины). Преобладающая национальность — русские (97 %).